# Julio Luna Pacheco
Julio Luna Pacheco fue un hacendado, terrateniente, abogado, catedrático universitario y político peruano. 

## Biografía
Forma parte de la familia Luna que, tanto en la provincia de Acomayo como en la provincia de Anta han ocupado importantes cargos políticos. Su padre Ezequiel Luna Guerra junto a sus hermanos Mariano y María Ricarda fueron destacados por su excesiva crueldad para con los indígenas que vivían en sus territorios o cercanos a ellos. Ezequiel Guerra, propietario de la hacienda Sullupucyu fue calificado como el más violento y el más rico de los tres hermanos. Sullupucyu era una gran hacienda ganadera de un área total de 6,000 hectáreas incluyendo todos sus anexos. En el siglo XX esa hacienda pasaría a ser conocida como "La Joya" hasta que, en 1970, sería expropiada en el marco de la reforma agraria. Este comportamiento hizo que Julio Luna apoyara a los enemigos políticos de su padre.
Estudió leyes en la Universidad de San Antonio Abad en la que dirigió la aparición de grupos socialistas que, luego, se convertirían en apristas. Luego, fue uno de los primeros intelectuales que comentó el pensamiento anarquista de Manuel Gonzales Prada e impulsó su introducción en el Departamento del Cuzco bajo el liderazgo de Luis Velasco Aragón y junto a Humberto Pacheco, Edmundo Delgado Vivanco, Roberto Latorre, Luis Yábar Palacios, Manuel Jesús Urbina y Ángel Gasco. Velasco fue el más influyente de todo este grupo y fundó el "Centro Manuel González Prada" y la sociedad de literatura anarquista "Capa y Espada" en los años 1920.
Fue elegido diputado por el departamento del Cuzco con 12086 votos en las elecciones generales de 1950 en los que salió elegido el general Manuel Odría quien ejercía el poder desde 1948 cuando encabezó un golpe de Estado contra el presidente José Luis Bustamante y Rivero.